# Tropichelura insulae
Tropichelura insulae är en kräftdjursart som först beskrevs av William Thomas Calman 1910.  Tropichelura insulae ingår i släktet Tropichelura och familjen Cheluridae. Inga underarter finns listade i Catalogue of Life.